# Raman Bandarenka
Раман Ігаравіч Бандарэнка (biélorusse)
Raman Bandarenka (en biélorusse : Раман Бандарэнка), né le 1er août 1989 à Minsk et mort dans cette même ville le 12 novembre 2020, est un artiste designer et un gérant biélorusse. 
À la suite de l'élection présidentielle biélorusse de 2020, à nouveau entachée d'irrégularités, les Biélorusses manifestent leur mécontentement. C'est dans ce cadre que survient l'arrestation et la mort de Raman Bandarenka après avoir été battu par des forces de sécurité en civil. Les forces de l'ordre déclarent l'avoir trouvé inconscient dans la rue et avoir appelé l'ambulance. 
Les faits sont autres. Ils se déroulent dans la cour centrale entourée d'immeubles où habite Raman Bandarenka. Cet espace est officieusement appelé par les habitants de Minsk « Place des changements (en) » et est un haut lieu de la vie sociale et culturelle du quartier. Raman Bandarenka s'oppose à ce que des hommes de main du régime totalitaire d'Alexandre Loukachenko arrachent des grilles les rubans blancs et rouges qui y flottent. Ces couleurs sont le symbole de l'opposition démocratique en Biélorussie et elles sont désormais interdites par le régime. Cette milice en civil emmène alors Raman Bandarenko au commissariat de Tsentralny (en) où il est battu à mort pendant deux heures. Des policiers l'amènent ensuite à l'hôpital où il est admis en chirurgie, souffrant d'hémorragies cérébrales et de multiples traumatismes cranio-faciaux. Une opération est tentée mais il sombre dans le coma et meurt le 20 novembre 2020. Son assassinat déclenche l'affaire « 0 ppm » (be),,,.